# روش ارزیابی مشروط
ارزیابی مشروط یک روش اقتصادی بر پایه نظرسنجی برای ارزشگذاری منابع غیر بازاری مانند حفاظت از محیط زیست یا تأثیر آلودگی است. اگرچه این منابع برای مردم مطلوبیت ایجاد می‌کند، اما نمودهای خاصی از آنها قیمت بازاری ندارند زیرا به‌طور مستقیم فروخته نمی‌شوند - به عنوان مثال، مردم از چشم‌انداز زیبا از کوهستان بهره‌مند می‌شوند، اما ارزش گذاری آنها با استفاده از مدل‌های بر پایه قیمت دشوار است. ارزیابی مشروط یکی از تکنیک‌هایی است که برای اندازه‌گیری این جنبه‌ها مورد استفاده قرار می‌گیرد. معمولاً به ارزیابی مشروط، مدل ترجیحات اعلام شده گفته می‌شود که در مقابلمدل ترجیحات آشکار شده قرار می‌گیرد. هر دو مدل بر پایه مطلوبیت هستند. معمولاً در پرسشنامه‌ها این موضوع مد نظر قرار می‌گیرد که مردم تا چه مقدار تمایل به پرداخت پول برای حفظ یک ویژگی زیست‌محیطی مانند تنوع زیستی دارند یا چه مقدار مایل به دریافت پول برای جبران از دست دادن آن ویژگی هستند.

## تاریخچه
نظرسنجی ارزیابی مشروط برای اولین بار در تئوری‌های SV Ciriacy-Wantrup (1947) به عنوان یک روش برای استخراج ارزش بازاری برای کالاهای بدون بازار مطرح شد. اولین کاربرد عملی این روش برای تخمین ارزش شکارچیان و گردشگران در یک منطقه خاص بود که توسط Davis در سال ۱۹۶۳ انجام شد. او نتایج نظرسنجی را با برآورد ارزش بر اساس هزینه‌های سفر مقایسه کرد و ارتباط معنادارای را میان آنها پیدا کرد.
این روش زمانی که در دهه هشتاد، به سازمان‌های دولتی ایالات متحده قدرت شکایت در زمینه خسارت به منابع محیط زیستی را که خود متولی آن بودند داده شد، مورد توجه قرار گرفتت. در ادامه در پرونده ایالت اوهایو در مقابل وزارت کشور، انواع خساراتی که آنها قادر به جبران بودند شامل ارزشهای وجودی بررسی شد. ارزش‌های وجودی از طریق مکانیسم‌های قیمت گذاری بازار قابل ارزشگذاری نیستند، بنابراین روش ارزیابی مشروط برای ارزشگذاری آنها پیشنهاد شد. در این مدت، سازمان حفاظت از محیط زیست یک کنفرانس مهم را با هدف راهنمایی در زمینه طراحی نظرسنجی‌ها برگزار کرد. نشت نفت اکسون والدز در تنگه پرنس ویلیام اولین موردی بود که از ارزیابی مشروط برای بررسی کمی خسارت استفاده شد و استفاده از این روش از آن زمان گسترش یافت.

## جنجال‌های گذشته
بسیاری از اقتصاددانان استفاده از اولویت‌های ذکر شده برای تعیین تمایل به پرداخت کالای مورد نظر را زیر سؤال می‌برند و ترجیح می‌دهند به ترجیحات آشکار شده شده مردم اعتماد کنند. در ارزیابی مشروط اولیه، اغلب به طرح سوالاتی مانند «چقدر برای جبران تخریب ناحیه X مطالبه می‌کنید» یا «چقدر برای حفظ ناحیه X پرداخت می‌کنید» پرداخته می‌شود. این نوع نظرسنجی‌ها به صورت بالقوه دچار کاستی‌هایی مانند رفتار استراتژیک، پاسخ‌های اعتراضی، جهت‌گیری پاسخ‌ها و نادید گرفتن محدودیت درآمد پاسخ دهندگان هستند. بررسی‌های اولیه مورد استفاده در ارزیابی محیط زیست نشان می‌دهد که مردم در پاسخ‌های خود ترجیح کلی را برای هزینه‌های زیست‌محیطی ابراز می‌کنند، که تحت عنوان اثر القایی توسط منتقدان این روش مطرح شده است.
در پاسخ به انتقادات به نظرسنجی‌های ارزیابی مشروط، هیئتی از اقتصاددانان برجسته (به ریاست کنت آرو و رابرت سلوو، برندگان جایزه نوبل) تحت نظارت اداره ملی اقیانوسی و جوی (NOAA) در سال ۱۹۹۳ تشکیل شد. این هیئت شواهدی از ۲۲ اقتصاددان خبره را بررسی کرد و نتایج آن را در سال ۱۹۹۵ منتشر کرد. توصیه‌های هیئت NOAA این بود که نظرسنجی‌های ارزیابی مشروط به دلیل مشکلات ذاتی در استخراج مقادیر دقیق اقتصادی از طریق روش‌های بررسی، باید به دقت طراحی و کنترل شوند.
مهم‌ترین توصیه‌های هیئت NOAA به شرح زیر است:
- از مصاحبه‌های شخصی به جای روش‌های تلفنی یا پرسش در مراکز خرید، برای انجام نظرسنجی استفاده شود.
- نظرسنجی‌ها در قالب پرسشنامه‌های بله یا خیر طراحی شود و برای مثال تحت عنوان رأی دادن برای یک مالیات خاص برای محافظت از یک منبع مشخص، به مخاطب ارائه شود.
- به پاسخ دهندگان اطلاعات جامعی در مورد منبع مورد نظر و میزان حفاظتی که در مورد آن رأی داده‌اند داده شود. این اطلاعات باید شامل تهدیدات منبع (بهترین و بدترین حالت‌ها)، ارزیابی علمی از اهمیت اکولوژیکی آن و نتایج احتمالی اقدامات حفاظتی باشد.
- تأثیرات درآمدی با دقت توضیح داده شود تا اطمینان حاصل شود که پاسخ دهندگان متوجه شده‌اند که آنها تمایل خود را برای پرداخت برای محافظت از منبع خاص مورد نظر، (و نه محیط زیست به صورت کلی)، ابراز می‌کنند.
- برای اطمینان از نتایج از پاسخ دهندگان سوالات فرعی پرسیده شود.

مبنای این توصیه‌ها این بود که اپراتور نظرسنجی بار اثبات زیادی دارد که باعث تأثیر معنی دار بر نتایج نظرسنجی می‌شود. نظرسنجی‌های انجام شده با این معیارها بسیار گران است و برای کاهش هزینه نظرسنجی‌ها، آن هیئت مجموعه ای از نظرسنجی‌های مرجع را پیشنهاد می‌کند که می‌توان نظرسنجی‌های آینده را با آنها مقایسه کرد و آنها را کالیبره کرد. به‌طور کلی، هیئت NOAA احساس کرد که تخمین محافظه کارانه ارزش ترجیح داده شود و نتیجه مهم این تصمیم آن بود که آنها توصیه کردند که از تمایل به پرداخت پول برای حفظ منبع، به جای تمایل به دریافت پول برای جبران خسارت، استفاده شود.
در نتیجه، روش ارزیابی مشروط فعلی این کاستی‌ها را اصلاح می‌کند و آزمایش تجربی فعلی نشان می‌دهد که تحت تأثیر قرار گرفتن‌ها و ناسازگاری‌ها با موفقیت ربع شده است.

## وضعیت فعلی
همان‌طور که توسط Mundy و McLean (1998) نشان داده شده است، روش ارزیابی مشروط اکنون به‌طور گسترده‌ای به عنوان یک روش ارزیابی املاک و مستغلات پذیرفته شده است، به ویژه در املاک آلوده یا سایر شرایطی که مدل‌های ترجیحات آشکار شده (به عنوان مثال قیمت گذاری معاملات) به دلیل عدم تعادل در بازار شکست می‌خورند. مک لین، موندی و کیلپاتریک (۱۹۹۹) مقبولیت ارزیابی مشروط را در اظهارات کارشناسان املاک و مستغلات نشان می‌دهند و استانداردهای فعلی استفاده از ارزیابی مشروط در شرایط دادرسی توسط دیاموند (۲۰۰۰) تشریح شده است.
سازمان‌های دولتی ایالات متحده هنگام تحلیل هزینه-فایده پروژه‌هایی که به‌طور مثبت یا منفی بر محیط زیست اثر می‌گذارند، از این روش به صورت گسترده استفاده می‌کنند. به عنوان مثال می‌توان به ارزیابی کیفیت آب و فعالیت‌های تفریحی رودخانه پایین دست از سد گلن کنیون، ترمیم تنوع زیستی در دریاچه مونو و ترمیم تخم ریزی ماهی قزل آلا در رودخانه‌های خاص اشاره کرد. این روش همچنین در استرالیا برای ارزیابی مناطق پارک ملی کاکادو و همچنین دارایی‌های طلایی در ایالات متحده استفاده شده است و به عنوان ابزاری ارزشمند در ارزیابی زمین‌هایی که قبلاً استفاده شده و در حال حاضر کارایی ندارند و احتمال آلودگی آنها وجود دارد، استفاده می‌شود.